# 八剌 (畏兀儿人)
八剌（蒙古语：Bala，？—1251年）是蒙古帝国官员，畏兀儿人，是第三代大汗贵由的亲信。波斯文史料《史集》将其记作作بلا（balā），《元史》等汉文史料中记载为八剌（畏兀八剌）。
八剌的出身背景完全不明，但根据柏郎嘉宾的旅行记载，他在贵由在位时，与田镇海一同担任首席书记官。1248年，贵由即位仅两年后突然去世，蒙古帝国围绕皇位继承问题，在窝阔台家族与拖雷家族之间引发对立。此时，窝阔台家族以贵由的皇后斡兀立海迷失为核心，推举贵由的侄子失烈门为下一任大汗，八剌是窝阔台家族派系的核心人物之一。为拉拢高昌回鶻，斡兀立海迷失派遣八剌前往高昌回鶻亦都护萨仑·的斤麾下。八剌获准在高昌回鶻领地内屠杀穆斯林并没收其财产，作为交换，他提议将没收的财产充作军费，招募五万军队，承诺在关键时刻提供援助，协助拥立失烈门。
同年，决定下一任大汗的忽里勒台大会召开，八剌作为斡兀立海迷失的代表参会。他在会上主张：“昔日窝阔台大汗指定皇孙失烈门为继承人，诸王百官皆有耳闻。如今失烈门在此，为何还要商议立他人为汗？” 然而拖雷家族大臣忙哥撒儿反驳道：“谁敢违背窝阔台大汗的遗命？但此前商议拥立贵由大汗的是脱列哥那皇后等人，这本身就违背了窝阔台大汗拥立失烈门的遗命。如今又有谁能指责拥立蒙哥的行为？” 八剌无法反驳，大会最终决定拥立蒙哥。
蒙哥即位成为第四代大汗后，以“图谋政变”的罪名将田镇海、合答黑等贵由旧臣处死，八剌也在此次处决中遇害。